# کارلوس لاپترا
کارلوس لاپترا (انگلیسی: Carlos Lapetra؛ ۲۹ نوامبر ۱۹۳۸ – ۲۴ دسامبر ۱۹۹۵) یک بازیکن فوتبال اهل اسپانیا بود.
از باشگاه‌هایی که در آن بازی کرده‌است می‌توان به باشگاه فوتبال رئال ساراگوسا اشاره کرد.
وی همچنین در تیم ملی فوتبال اسپانیا بازی کرده‌است.